# رامون فلوريس
رامون فلوريس (بالإسبانية: Ramón Flores) (21 أغسطس 1982 بسانتا آنا مونيسباليتي في السلفادور - ) هو لاعب كرة قدم سلفادوري في مركز الدفاع. شارك مع منتخب السلفادور لكرة القدم. أما مع النوادي، فقد لعب مع نادي سانتانيكوس أسوشيتد وأونسي مونيسيبال ‏.

## وصلات خارجية
- رامون فلوريس على موقع الاتحاد الدولي (مؤرشف)  (الإنجليزية)
- رامون فلوريس على موقع قاعدة بيانات كرة القدم.إي يو (الإنجليزية)
- رامون فلوريس على موقع ناشيونال فوتبول تيمز (الإنجليزية)